# 長善寺 (新宿区・浄土宗)
長善寺（ちょうぜんじ）は、東京都新宿区四谷にある浄土宗の寺院。
当寺院は元和9年(1623年)に現在の明治神宮外苑の地に新宿にある成覚寺も創建した浄蓮社岌譽瑞直信和尚によって開山された。開基の高月栄法比丘は千駄ヶ谷村(当寺院のあった地)の名主・太十郎の先祖にあたる人だという。稲荷社、釈迦堂があり、坪数は600坪にもなったという。
青山練兵場造成のため、1889年(明治22年)当地に移転してきた。
当寺院には寺院の名を有名にした銅製の釈迦如来像があった。仏像は三尺(約1メートル)ほどの座像で背に応永14年八月の作との銘文があった。この仏像は豊臣秀吉が大坂城に安置していたと言われている。大坂の陣で鉄砲の痕が8か所ほどあった仏像であったと伝わっている。天和3年八月以来長善寺に安置されたと言われているが、行方不明になっている。

## 主な施設
- 本堂
- 墓地

## アクセス
- 東京メトロ丸ノ内線・新宿御苑前駅から徒歩6分（経路案内）
- 東京メトロ丸ノ内線・四谷三丁目駅から徒歩10分（経路案内）
- 新宿駅西口よりバス(都営バス　白61系統)「花園町」下車